# Alois Höher

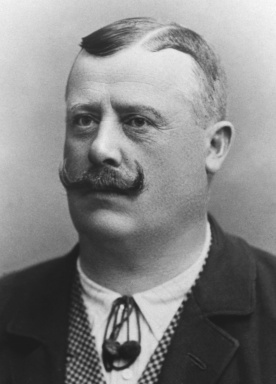
Alois Höher

Alois Höher (* 20. Dezember 1862 in Harmanschlag, Niederösterreich; † 10. Juli 1941 ebenda) war ein österreichischer Politiker (CS) sowie Fleischhauer, Gast- und Landwirt. Er war Abgeordneter zum Niederösterreichischen Landtag und Abgeordneter des Österreichischen Abgeordnetenhauses.

## Leben
Höher besuchte die Volksschule und diente zwischen 1883 und 1885 im 2. Genie-Regiment. Er befand sich zwischen seinem 27. und 30. Lebensjahr auf reisen und kaufte 1892 eine Fleischhauerei mit angeschlossener Gastwirtschaft sowie einer größeren Landwirtschaft in Harmanschlag. In seiner Heimatgemeinde engagierte sich Höher ab 1894 als Gemeinderat, später war er Bürgermeister der Gemeinde. Zudem war er ab 1906 als Bezirksschulrat, ab 1900 als Mitglied des Bezirksstraßenausschusses sowie ab 1905 als Mitglied des Landeskulturrates aktiv. Er gehörte 1906 zu den Mitbegründern des Ausschusses des Niederösterreichischen Bauernbundes, fungierte zwischen 1908 und 1919 als dessen Obmann-Stellvertreter und war danach von 1919 bis 1922 dessen Mitglied.
In den Niederösterreichischen Landtag wurde Höher erstmals 1897 gewählt, dem er in der Folge vom 7. Oktober 1897 bis zum 11. Mai 1921 angehörte (unter anderem dem Provisorischen Landtag, dem Gemeinsamen Landtag und zuletzt dem Landtag von Niederösterreich-Land). Er war zwischen 1902 und 1908 Abgeordneter der Landgemeinden Zwettl, Allentsteig, Groß-Gerungs, Weitra und zwischen 1909 und 1915 Abgeordneter der Landgemeinden der Gerichtsbezirke Zwettl und Weitra. Zuletzt war er zwischen November 1918 und Mai 1919 Abgeordneter des provisorischen Landtags und ab November 1920 Abgeordneter der Kurie Niederösterreich-Land. Höher kandidierte bei der Reichsratswahl 1907 im Wahlbezirk 61 und setzte sich mit 87 Prozent im ersten Wahlgang durch. Bei der Reichsratswahl 1911 konnte Höher sein Mandat mit 80 Prozent erneut im ersten Wahlgang verteidigen. Er gehörte dem Reichsrat während der XI. und XII. Legislaturperiode zwischen dem 17. Juni 1907 und dem 12. November 1918 an und war Mitglied im Klub der Christlichsozialen Vereinigung bzw. der Christlichsozialen Vereinigung deutscher Abgeordneter. Als Reichsratsabgeordneter gehörte Höher nach dem Zusammenbruch der Habsburgermonarchie zwischen dem 21. Oktober 1918 und dem 16. Februar 1919 zudem der Provisorischen Nationalversammlung an.